# عبدالله کاظم
عبدالله کاظم (انگلیسی: Abdullah Kazim؛ زادهٔ ۳۱ ژوئیهٔ ۱۹۹۶) بازیکن فوتبال اهل امارات متحده عربی است.